# N-Hydroxysulfosuccinimid-Natriumsalz
N-Hydroxysulfosuccinimid-Natriumsalz (Sulfo-NHS) ist das Additionsprodukt von N-Hydroxymaleinimid und durch Hydrolyse in wässriger Lösung aus Natriumdisulfit Na2S2O5 entstehendem Natriumhydrogensulfit NaHSO3.
Wie N-Hydroxysuccinimid, 1-Hydroxybenzotriazol oder 1-Hydroxy-7-azabenzotriazol eignet sich Sulfo-NHS zur Bildung von so genannten aminreaktiven Aktivestern mit Carbonsäuren oder geschützten Aminosäuren zur Modifizierung, Immobilisierung und Verknüpfung (engl. cross-linking) von Peptiden und Proteinen.

## Herstellung
Die ursprüngliche Synthese von Sulfo-NHS aus dem nur über mehrere Stufen zugänglichen N-Hydroxymaleinimid ist sehr zeitaufwendig (>50 Tage) und liefert nur bescheidene Ausbeuten (25–28 % bezogen auf das Edukt Maleinsäureanhydrid). Auch nach umständlicher Reinigung durch mehrfaches Umkristallisieren wird ein mit 3 bis 5 % Sulfosuccinimid-Natriumsalz verunreinigtes amorphes Zielprodukt erhalten.
Auch die Direktsynthese aus N-Hydroxymaleinimid und Natriumdisulfit liefert offensichtlich nur ein verunreinigtes und sehr hygroskopisches N-Hydroxysulfosuccinimid Natriumsalz.
Einen direkteren Zugang zu Sulfo-NHS ermöglicht die Reaktion von Sulfobernsteinsäure über das Natriumsalz des Sulfobernsteinsäureanhydrids mit Hydroxylamin zum Natriumsalz der Sulfobernsteinsäure-monohydroxamsäure, das mit Acetanhydrid zu N-Hydroxysulfosuccinimid Natriumsalz cyclisiert.
Statt über das Natriumsalz des Sulfobernsteinsäureanhydrid kann Sulfo-NHS auch durch Umsetzung von  Sulfobernsteinsäurediestern mit Hydroxylamin hergestellt werden
Der Syntheseweg ausgehend von Sulfobernsteinsäure führt zu weitgehend von Sulfosuccinimid-Na freiem Sulfo-NHS als racemisches Gemisch.

## Eigenschaften
N-Hydroxysulfosuccinimid Natriumsalz fällt bei der Synthese meist als amorpher hellgelber und hygroskopischer Feststoff an. Nach Umkristallisation aus 20%iger Essigsäure wird es als weiße, kristalline Substanz erhalten. Sulfo-NHS ist in Wasser und in polaren organischen Lösungsmitteln wie z. B. DMF löslich.

## Anwendungen
Wie N-Hydroxysuccinimid mit Carbonsäuren unter Wasserabspaltung durch Carbodiimide, wie z. B. 1-Ethyl-3-(3-dimethylaminopropyl)carbodiimid (EDC) zum NHS-Aktivester umgesetzt werden kann, so reagiert N-Hydroxysulfosuccinimid Natriumsalz zum analogen Sulfo-NHS-Ester. Aktivester bilden mit primären Aminogruppen (z. B. von Lysin-Seitenketten in Proteinen) in hohen Ausbeuten Carbonsäureamide und haben sich insbesondere in der Biochemie zum Aufbau von Peptiden und zur chemischen Vernetzung von Proteinen bewährt.
Die Aktivierung von Carbonsäuren vor der Umsetzung mit N-Hydroxysuccinimid Natriumsalz kann auch durch Reaktion mit Triphosgen erfolgen. Dabei werden Sulfo-NHS-Aktivester schnell unter milden Bedingungen und in hohen Ausbeuten erhalten.
Die bei 4 °C in wasserfreier Form recht stabilen Sulfo-NHS-Aktivester können isoliert und somit die Amidierung in zwei separaten Reaktionsschritten durchgeführt werden.
Die Aktivierungsreaktion von EDC und N-Hydroxysulfosuccinimid Natriumsalz wird bevorzugt bei schwach saurem pH-Wert (pH 4,5–7,2), während die Amidierung am besten bei physiologischem pH-Wert von 7 bis 8 abläuft.
Während die Aktivierung mit NHS zu weniger wasserlöslichen Aktivestern führt, sind Sulfo-NHS-Aktivester durch die sehr hydrophile Sulfonsäuregruppe besser wasserlöslich und sehr viel polarer, wodurch sie Biomembranen nicht mehr durchdringen dringen. Dadurch können selektiv primäre Aminogruppen an Proteinen auf der äußeren Oberfläche von Membranen unter physiologischen Bedingungen modifiziert werden.
Mit zweifach funktionalen Ausgangsverbindungen, z. B. α,ω-Dicarbonsäuren, entstehen so genannte homobifunktionelle Sulfo-NHS-Ester als vernetzendem Abstandshalter (englisch spacer), bei denen die Anzahl der Methylengruppen zwischen den Carboxylendgruppen die Länge des Spacers bestimmt.
Aus zweifach funktionalen Ausgangsverbindungen mit verschiedenartigen Endgruppen sind so genannte heterobifunktionelle Vernetzer zugänglich, die neben der aminreaktiven Sulfo-NHS-Gruppe an einem Molekülende eine sulfhydrylreaktive Maleinimid-Gruppe am anderen Molekülende aufweisen.
Mit solchen Kopplungsreagenzien können sequentielle Verknüpfungsreaktionen mit verschiedenen funktionellen Gruppen durchgeführt werden.